# Cicindela praetextata
Cicindela praetextata este o specie de insecte coleoptere descrisă de Leconte în anul 1854. Cicindela praetextata face parte din genul Cicindela, familia Carabidae.

## Subspecii
Această specie cuprinde următoarele subspecii:
- C. p. pallidofemora
- C. p. praetextata